# Daejeon-World-Cup-Stadion
Das Daejeon-World-Cup-Stadion ist ein Fußballstadion in der südkoreanischen Stadt Daejeon. Es ist auch unter dem Namen „Purple Arena“ bekannt.

## Geschichte
Das Stadion wurde im September 2001 fertiggestellt (Baukosten 128 Mio. Euro) und war eine der koreanischen Spielstätten der Fußball-Weltmeisterschaft 2002. Das Stadion hat eine Kapazität von 40.407 Zuschauern.
Nach der Weltmeisterschaft wurde es die Heimstätte der Daejeon Citizen, einem Franchise der K League Classic, der höchsten Spielklasse Südkoreas.
2017 fungierte das Stadion als Spielstätte der U-20-Fußball-Weltmeisterschaft. Die ersten zwei Vorrundenspiele der deutschen Mannschaft fanden hier statt.

## Spiele der WM 2002 in Daejeon

### Gruppenspiele
- 12. Juni 2002:  Südafrika –  Spanien 2:3 (1:2)
- 14. Juni 2002:  Polen –  USA 3:1 (2:0)

### Achtelfinale
- 18. Juni 2002:  Südkorea –  Italien 2:1 n. V. (1:1, 0:1)

## Spiele deutschen Mannschaft bei der U-20-WM 2017
- 20. Mai 2017:  Venezuela –  Deutschland 2:0 (0:0)
- 23. Mai 2017:  Mexiko –  Deutschland 0:0

## Daejeon-World-Cup-Ersatzstadion
Das Daejeon-World-Cup-Ersatzstadion (kor. 대전월드컵경기장 보조경기장) ist ein Fußballstadion mit Leichtathletikanlage, welches sich direkt neben dem Daejeon-World-Cup-Stadion befindet. Das Stadion wurde zur gleichen Zeit wie das World-Cup-Stadion errichtet und dient als Sportstätte für kleine Wettbewerbe. Ab 2022 nutzt der südkoreanische Drittligist Daejeon Korail FC das Stadion als Heimspielstätte.